# 蘇 (姓)
蘇（そ）は、漢姓の一つ。

## 中華圏
2020年の中華人民共和国の第7回全国人口調査（国勢調査）に基づく姓氏統計によると中国で44番目に多い姓であり、653.99万人がいる。一方、台湾の2018年の統計では第23位で、266,108人がいる。

### 変遷
- 先秦の頃、蘇姓は主に河南省、河北省に分布していた。
- 戦国時代にその一氏支族が南の湖南省、湖北省、西の陝西省に移住した。
- 秦漢時代に東の山東省に到達、陝西省西部では発展し望族となった。
- 晋代に東南の江蘇省、浙江省、安徽省、南部の広東省に在った。
- 唐代に蘇姓の移民が大量に南下し、四川省や福建省に至り、福建省で穏やかな発展を遂げた。
- 北宋時代に西進し、四川省、雲南省、また南下し広東省、広西チワン族自治区、さらに国境を越え、ベトナム、ラオス、タイ王国にも進出した。
- 明、清代に相次いで台湾に移民し、現在蘇姓は台湾の大姓となっている。
- 漢民族以外の蘇姓もある。魏晋南北朝以後、北方民族が中原に進出し、改姓した。主要な物として次のものが挙げられる。
  - 漢晋時遼東烏桓。
  - 北魏時代の鮮卑族抜略氏（中国語版）。
  - 西夏党項族。
  - 金代女真族。
  - 元末の蒙古義王和尚らが山東省に至り、改姓。
  - 清代に満洲八旗の伊拉哩氏、蘇佳氏、蘇都哩氏、蘇爾佳氏らが改姓。

### 著名な人物
- 蘇秦 - 戦国時代の縦横家。
- 蘇則 - 三国魏の東平相。
- 蘇飛 - 後漢の人物。
- 蘇峻 - 東晋の武将。蘇峻の乱を起こした。
- 蘇威 - 隋の政治家。
- 蘇定方 - 唐の軍人。
- 蘇世長 - 唐の秦王府十八学士（中国語版）の一人。
- 蘇勗 - 唐の秦王府十八学士の一人、蘇威の孫。
- 蘇味道 - 唐の詩人・宰相。
- 蘇洵 - 北宋の文人。唐宋八大家の一人。
- 蘇軾 - 北宋の政治家・詩人・書家。唐宋八大家の一人、蘇洵の長男。東坡（とうば）の号で知られる。
- 蘇轍 - 北宋の官僚・文人。唐宋八大家の一人。蘇洵の次男。
- 蘇舜欽 - 北宋の詩人。蘇舜元（中国語版）の弟。
- 蘇宣 - 明代の篆刻家。
- 蘇炳文 - 国民革命軍中将、黒竜江省省長、革命烈士。
- 蘇貞昌 - 中華民国の政治家。行政院長。
- 蘇嘉全 - 中華民国の政治家。民主進歩党秘書長。
- 蘇慧倫 - 台湾の歌手。
- アレック・スー（蘇有朋） - 台湾の歌手。
- 蘇炳添 - 中国の陸上競技選手 (短距離走)、100メートル走でアジア記録の9.83秒
- 蘇緯達（中国語版） - 台湾の野球選手。
- 蘇欣悦（英語版） - 中国の女子陸上競技選手 (円盤投)
- 蘇智傑 - 台湾の野球選手 (外野手)
- 蘇慧音（英語版） - 香港の卓球選手

### 郡望
主要な郡望は武功郡、扶風郡、藍田県、河内郡、河南郡等。

### 堂号
- 武功
- 武陵
- 扶風
- 藍田
- 老泉

## 朝鮮
蘇（ソ、朝鮮語: 소）は、朝鮮人の姓の一つである。  

### 著名な人物
- 蘇世良（朝鮮語版） - 李氏朝鮮の文臣。
- 蘇世譲（朝鮮語版） - 李氏朝鮮の文臣。
- 蘇宣奎 - 韓国の国会議員。
- 蘇秉勲（朝鮮語版） - 韓国の国会議員。
- 蘇秉哲（朝鮮語版） - 韓国の国会議員。
- ソ・ジソプ - 韓国の俳優。
- ソ・ユジン（朝鮮語版） - 韓国の女優。
- ソ・ミョン（朝鮮語版） - 韓国の歌手。
- ソゴン - 日本のボーイズグループNEXZのメンバー。韓国人で、日本名は蘇建（そ けん、ソ・ゴン）。

### 氏族
晋州蘇氏が大宗である。
| 氏族（本貫） | 始祖 | 人数（2015年） |
| ------------ | ---- | -------------- |
| 慶州蘇氏     |      | 93             |
| 光山蘇氏     |      | 20             |
| 金海蘇氏     |      | 44             |
| 羅州蘇氏     |      | 54             |
| 南陽蘇氏     |      | 18             |
| 南原蘇氏     |      | 65             |
| 沔川蘇氏     |      | 7              |
| 密陽蘇氏     |      | 48             |
| 宝城蘇氏     |      | 29             |
| 普州蘇氏     |      | 11             |
| 鳳山蘇氏     |      | 8              |
| 飛禽蘇氏     |      | 7              |
| 善山蘇氏     |      | 7              |
| 礪山蘇氏     |      | 32             |
| 玉果蘇氏     |      | 10             |
| 龍宮蘇氏     |      | 22             |
| 龍潭蘇氏     |      | 17             |
| 原州蘇氏     |      | 5              |
| 恩津蘇氏     |      | 7              |
| 利川蘇氏     |      | 10             |
| 益山蘇氏     |      | 1,043          |
| 仁川蘇氏     |      | 15             |
| 全州蘇氏     |      | 47             |
| 池州蘇氏     |      | 6              |
| 珍良蘇氏     |      | 9              |
| 晋陽蘇氏     |      | 1,521          |
| 晋州蘇氏     |      | 48,836         |
| 鎮川蘇氏     |      | 18             |
| 天安蘇氏     |      | 8              |
| 清州蘇氏     |      | 33             |
| 漆谷蘇氏     |      | 14             |
| 平山蘇氏     |      | 11             |
| 漢陽蘇氏     |      | 12             |
| 黄州蘇氏     |      | 39             |

### 人口と割合
全北益山市・南原市・高敞郡などに集団部落を成している。 
| 年度   | 人口     | 世帯数    | 順位        | 割合  |
| ------ | -------- | --------- | ----------- | ----- |
| 1960年 | 24,288人 |           | 258姓中68位 |       |
| 1985年 |          | 9,356世帯 | 274姓中69位 | 0.09% |
| 2000年 |          |           |             |       |
| 2015年 | 52,427人 |           |             |       |

## ベトナム
蘇（ト、トー）は、ベトナムの姓である。

### 著名な人物
- トー・ラム - 共産党書記長。